# بریستول

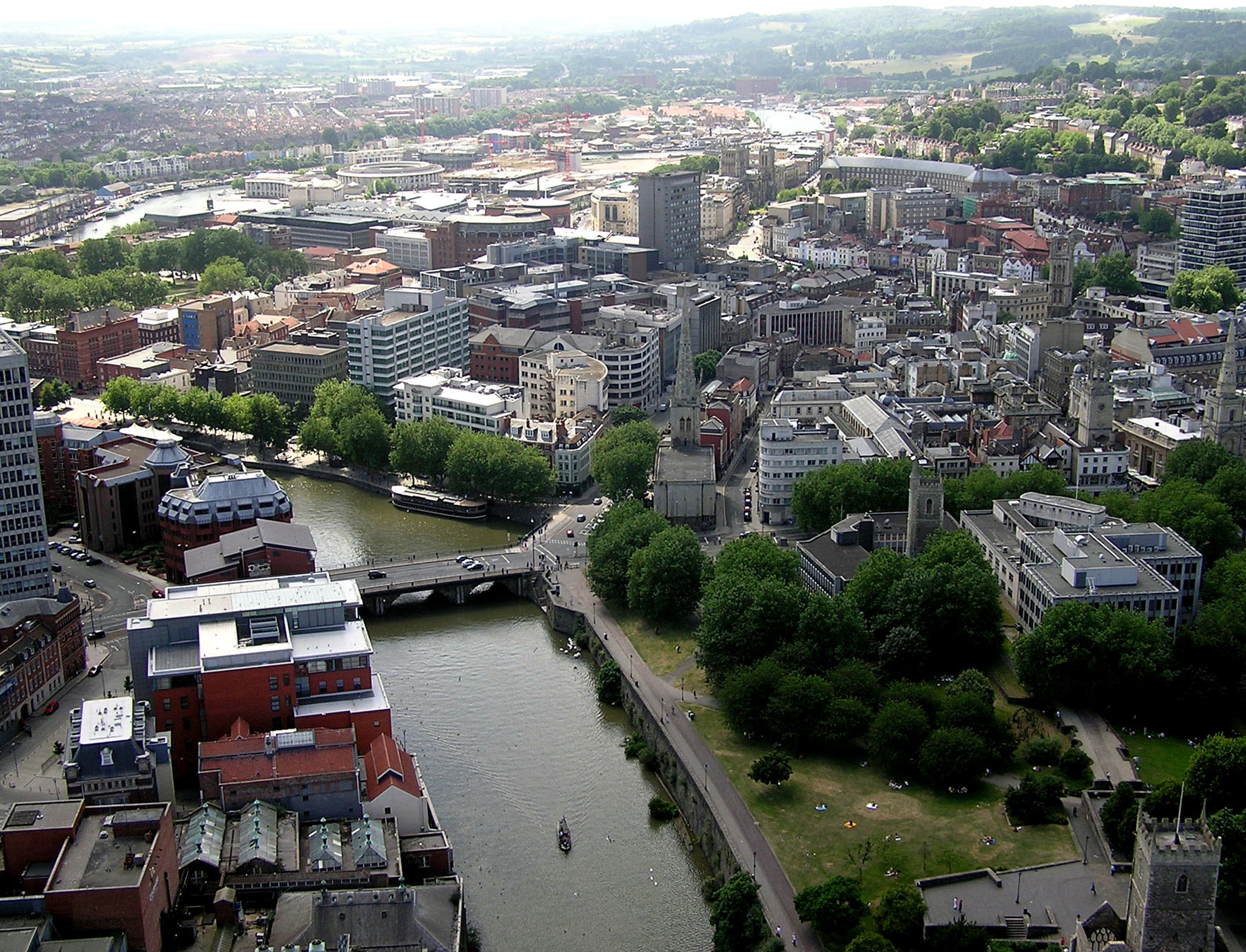
نمایی از بریستول و رود آوون

بریستول یکی از شهرهای انگلستان است. بریستول همچنین اتحادیه‌ای خودمختار و بخشی سنتی در جنوب غربی انگلستان است و در ۱۶۹ کیلومتری غرب لندن جای دارد.
جمعیت بریستول بر اساس آمار ۲۰۱۷ در حدود ۴۶۳٬۴۰۰ نفر و با احتساب حومه، ۷۲۴٬۰۰۰ نفر می‌باشد که از این نظر ششمین شهر انگلستان و نهمین شهر پرجمعیت بریتانیا است.

## پیشینه
بریستول تا سال ۱۰۸۶ میلادی، با وجود دارا بودن موقعیت بندری خوب، از اهمیت زیادی برخوردار نبود، اما از این سال بود که به سرعت گسترش یافت. در سال ۱۰۸۶ جمعیت این شهر حدود ۲٬۳۰۰ نفر بود و در سال ۱۳۷۷ با جمعیتی حدود ۹٬۵۰۰ نفر سومین شهر انگلستان پس از لندن و یورک بود.
تجارت هند غربی (معاوضه کالاهای صنعتی با برده‌های سیاه‌پوست)، اساس قدرت تجاری بریستول را در قرن هفدهم تشکیل می‌داد که با منسوخ شدن برده‌داری از قدرتش کاسته شد. اما با تغییراتی که در مسیر رود آوون داده شد، دوره تازه‌ای از رونق و پیشرفت را آغاز کرد.